# 比利亞努埃瓦 (瓜希拉省)
比利亞努埃瓦是哥倫比亞的城鎮，位於該國北部，由瓜希拉省負責管轄，始建於1662年1月16日，面積265平方公里，海拔高度250米，主要經濟活動是農業，2005年人口18,804。

## 外部連結
- （西班牙文） Villanueva official website
- （西班牙文） Research on Villanueva （页面存档备份，存于）

10°36′N 72°59′W / 10.600°N 72.983°W